# Angerdshestra prästskog
Angerdshestra prästskog är ett naturreservat i Jönköpings kommun i Småland.
Området är 19 hektar stort och är skyddat sedan 2013. Det är beläget några hundra meter väster om Angerdshestra kyrka.
Reservatet består av en äldre talldominerad sandbarrskog. Där finns även en skogbevuxen mosse. Flera träd är äldre än 200 år. Längs med området rinner Hägnabäcken varvid man finner sumpskog med gran, tall, klibbal, björk och asp. Många ovanliga arter förekommer, bland annat den rödlistade svampen korktaggsvamp. 